# Etazismus
Unter Etazismus versteht man ein Aussprachesystem der altgriechischen Sprache. Namensgebend war der Umstand, dass diesem System folgend der griechische Buchstabe Eta (η) als langes, offenes ē ausgesprochen wird.
Der Etazismus geht zurück auf eine Forderung des Erasmus von Rotterdam, die er in seiner 1528 erschienenen Schrift De recta Latini Graecique sermonis pronuntiatione darlegte. Er hielt es für unwahrscheinlich, dass die altgriechische Sprache, wie sie zu seiner Zeit gesprochen wurde, sechs unterschiedlich geschriebene I-Laute hatte: ι, οι, ει, υ, υι, η, die alle als i ausgesprochen wurden. Zudem forderte Erasmus, dass das griechische Beta (β), das bis zu Erasmus wie im Neugriechischen als w ausgesprochen wurde, zu einem b werde. Ohne diese Anpassungen hätten die Schafe in der griechischen Komödie bei Kratinos „wi, wi“ statt „bä, bä“ (βῆ βῆ) geblökt.
Der Etazismus hat sich im Altgriechischunterricht in Deutschland und international – außer in Griechenland – durchgesetzt. Vertreter der bis zu Erasmus gültigen, von Johannes Reuchlin und Philipp Melanchthon verteidigten und noch lange gepflegten Aussprache aller genannten Vokallaute als i werden Itazisten genannt. Altgriechische Texte mit etazistischer Aussprache klingen dem Neugriechischen deutlich weniger verwandt.